# Augusto (titolo)
Augusto è il titolo che fu portato dagli imperatori romani, dagli imperatori bizantini  fino al 610, e poi anche dai sovrani del Sacro Romano Impero (imperatori e re dei Romani) a partire dall'800.

## Impero romano
Ottaviano fu il primo ad assumere il titolo di Augusto, conferitogli per decreto dal Senato su proposta di Munazio Planco il 16 gennaio 27 a.C. Tale conferimento è narrato da Svetonio, che fornisce anche la spiegazione del termine:
(Gaio Svetonio Tranquillo, Divus Augustus, 7, 2. Testo latino a cura di Maximilian Ihm; traduzione di Italo Lana)
Nel Basso Impero il titolo indicò un imperatore di rango superiore rispetto al semplice Cesare. Infine, a partire dall'imperatore Diocleziano il titolo di Augusta venne assegnato alle imperatrici, legittime mogli dei Cesari.

### Significati della parola
Dietro l'appellativo di Augusto si identificano diversi significati. Già Ottaviano, ricevuto il titolo di Augusto, iniziò a farsi venerare come un Dio nelle province, soprattutto appunto in quelle orientali, che a questi onori erano avvezze; a Roma invece, ai suoi tempi, questo epiteto forniva esclusivamente prestigio politico, collocando Ottaviano al di sopra di tutti gli altri cittadini: il primo imperatore romano, infatti, non volle mai, come ci ricorda Svetonio, il culto della sua persona all'interno dell'Urbe.
Il termine "Augusto", inoltre, deriva del verbo augeo, che ha in latino il significato di accrescere: dunque gli Augusti, gli imperatori, sono coloro che accrescono la ricchezza, il benessere, la floridezza dello Stato, grazie al potere che rivestono. Augusto vuol dire anche "venerabile" e, soprattutto, "protetto dagli dei".
Inoltre Romolo fu il fondatore di Roma e proprio costui, prima di compiere l'atto che avrebbe cambiato le sorti del mondo, aveva ricevuto un permesso divino: un augurium augustum. Una cerimonia atta a fornire a Ottaviano (il primo degli Augusti, come già detto) un permesso analogo a questo, fu fatta dal Senato appunto nel 27 a.C. E questo sarebbe un altro motivo per cui a coronare la figura dell'imperatore venne scelto il nome di Augusto: Ottaviano, e così gli altri dopo di lui, avevano pari merito rispetto a Romolo, perlomeno secondo il loro titolo, perché avevano fondato una nuova Roma. È in particolare un verso di Ennio a ricordarci nello specifico questo significato.
Il verbo latino augere, viene fatto risalire ad una cerimonia etrusca che si svolgeva all'aria aperta e durante la quale la maestà ed il potere del re venivano accresciuti con una sorta di investitura o consenso degli dei (la trinità etrusca: Tinia, Uni e Menvra, poi Giove, Giunone e Minerva).

## Impero bizantino
Nell'Impero romano d'oriente il titolo, passato direttamente dal latino e ancora in latino utilizzato fintanto che questo rimase lingua dell'impero, venne inizialmente reso in greco come Σεβαστὀς (Sebastòs). Poi, a partire dal regno di Eraclio I (610), fu sostituito dal titolo di Basileus ("Re dei Re").
Alessio I Comneno utilizzò l'antico titolo per plasmare quello di sebastokrator, secondo in ordine gerarchico, dopo quello di Basileus.

## Sacro Romano Impero
Il titolo venne ripreso in Occidente anche dai Sacri Romani Imperatori, a partire da Carlo Magno, incoronato come Augustus nella notte di Natale dell'anno 800 a Roma, nella basilica di San Pietro in Vaticano. Il titolo veniva talvolta rafforzato nella forma semper Augustus ("sempre Augusto") nella titolatura imperiale di Re dei Romani.